# 2538 Vanderlinden
2538 Vanderlinden (1954 UD) là một tiểu hành tinh vành đai chính được phát hiện ngày 30 tháng 10 năm 1954 bởi S. Arend ở Uccle.